# Alice Neel
Alice Neel (ur. 28 stycznia 1900, zm. 14 października 1984) – amerykańska malarka znana z portretów przedstawiających przyjaciół, rodzinę, kochanków, poetów, artystów i nieznajomych. Jej obrazy charakteryzują się ekspresjonistycznym użyciem linii i koloru, przenikliwością psychologiczną i intensywnym przedstawieniem emocji. Neel została nazwana „jednym z najwybitniejszych artystów portretowych XX wieku” przez Barry’ego Walkera, kuratora sztuki nowoczesnej i współczesnej w Muzeum Sztuk Pięknych w Houston, które w 2010 zorganizowało retrospektywę jej prac.

## Życiorys

### Dzieciństwo i młodość
Przyszła na świat na Merion Square w Pensylwanii. Jej ojcem był George Washington Neel, księgowy w Pennsylvania Railroad, a matką Alice Concross Hartley Neel. W połowie 1900 rodzina przeprowadziła się do wiejskiego miasteczka Colwyn w Pensylwanii. Alice była czwartym z pięciorga dzieci. Miała siostrę i 3 braci. Wkrótce po jej narodzinach najstarszy, 8-letni brat zmarł na błonicę. Wychowała się w konserwatywnej rodzinie z klasy średniej, w czasach gdy kobiety miały ograniczone możliwości, a oczekiwania wobec nich były niewielkie. Matka powiedziała jej: „Nie wiem czego oczekujesz, jesteś tylko dziewczynką”.
Aby wesprzeć rodziców, po ukończeniu szkoły średniej w 1918 przystąpiła do egzaminu w służbie cywilnej i uzyskała wysoko płatną pozycję urzędniczą. W tym czasie przez 3 lata uczęszczała nocą na zajęcia plastyczne w Filadelfii. W 1921 została przyjęta do Philadelphia School of Design for Women (obecnie Moore College of Art & Design). Tam studiowała sztuki piękne. W swoich studenckich pracach odrzuciła impresjonizm, ówcześnie popularny styl – wolała stosować realizm, który był charakterystyczny dla ruchu artystycznego Ashcan School. Uważa się, że do tego wyboru zainspirował ją Robert Henri – jedna z najwybitniejszych postaci Ashcan School, która uczyła w Philadelphia School of Design for Women (Moore College of Art & Design).
Na uczelni Alice dwukrotnie zdoby wyróżnienie na lekcji malarstwa. W 1925 otrzymała nagrodę Kern Doge za najlepszy obraz. W tym samym roku ukończyła naukę w Philadelphia School of Design for Women. Neel często podkreślała, że postanowiła uczęszczać do szkoły dla dziewcząt, aby skupić się na swojej sztuce, i nie być rozpraszaną płcią przeciwną.

### Kuba
W 1924 w letniej szkole w Chester Springs prowadzonej przez PAFA Neel poznała Carlosa Enriqueza, kubańskiego malarza z wyższej klasy społecznej. Wzięli ślub 1 lipca 1925 w Clowyn w Pensylwanii. Niedługo Neel przeprowadziła się do Hawany i zamieszkała z rodziną męża. Tam zachwyciła ją kubańska awangarda, grupy młodych pisarzy, artystów i muzyków. W tym środowisku Alice rozwinęła podstawy swojej przyszłej świadomości politycznej i poświęciła się tematowi równości. Twierdziła, że jej pierwsza indywidualna wystawa odbyła się w Hawanie, jednak nie istnieją żadne dane potwierdzające tę informację. W marcu 1927 Neel miała wystawę wraz ze swoim mężem w XII Salon des Bellas Artes. Wystawa obejmowała także dzieła artystów Eduardo Abela, Victor Manuel García Valdés, Marcelo Pogolotti i Amelia Pelaez, którzy byli częścią ruchu kubańskiej awangardy.

### Problemy osobiste
26 grudnia 1926 w Hawanie urodziła córkę o imieniu Santillana. W 1927 rodzina wróciła do Stanów Zjednoczonych i zamieszkała w Nowym Jorku. Zaledwie miesiąc przed pierwszymi urodzinami Santillana zmarła na błonicę. Trauma wywołana śmiercią córki wpłynęła na twórczość Alice. Często w jej obrazach pojawiały się tematy związane z macierzyństwem, stratą i lękiem, który przenikał jej prace przez następne lata. Niedługo po śmierci Santillany Neel ponownie zaszła w ciążę. 24 listopada 1928 w Nowym Jorku urodziła się jej druga córka Isabella Lillian (nazywana Isabetta). Obraz „Well Baby Clinic” był inspirowany jej narodzinami. Ponury portret matek z dziećmi w poradni prenatalnej bardziej przypomina szpital psychiatryczny niż żłobek.
Na wiosnę w 1930 Carlos oświadczył, że chce wyjechać za granicę, żeby poszukać miejsca do życia w Paryżu. Zamiast tego wrócił na Kubę razem z Isabettą. W tym czasie Neel wynajęła mieszkanie w Nowym Jorku i wyjechała, żeby pracować w pracowni swoich przyjaciół Ethel V Ashton i Rhondy Myers.
Po wyjeździe męża i córki Neel doznała załamania nerwowego. Została umieszczona w Philadelphia General Hospital, gdzie próbowała popełnić samobójstwo.
Ginny Neel, synowa Alice, skomentowała tamten okres w życiu ich rodziny: „Nawet w szpitalu psychiatrycznym malowała. Alice kochała nieszczęśnika w bohaterze i bohatera w nieszczęśniku. Myślę, że umiała to dostrzec w nas wszystkich”.
Około roku później uznano jej stan za stabilny. Została wypisana ze szpitala w 1931 i wróciła do rodzinnego domu. Po długiej wizycie u bliskiej przyjaciółki Nadyi Olaynovej, często pojawiającej się na jej obrazach, Neel wróciła do Nowego Jorku.

### Lata powojenne
Drugi syn Neel, Hartley, urodził się w 1941. Jego ojcem był komunistyczny intelektualista Sam Brody. W latach 40 XX w. Neel robiła ilustracje do komunistycznej publikacji "Masses & Mainstream" oraz kontynuowała malowanie portretów z rodzinnego domu. W 1943 Works Progress Administration, agencja rządowa stworzoną w ramach Nowego Ładu, przestała współpracować z Neel, co utrudniło artystce utrzymanie synów. W tym czasie Neel okradała sklepy i pobierała zasiłek, by móc związać koniec z końcem. W latach 1940–1950 sztuka Neel praktycznie zniknęła z galerii z wyjątkiem jednej pojedynczej wystawy w 1944. W latach 50. XX w. przyjaźń Neel z Mikiem Goldem i jego podziw dla jej twórczości zaowocował wystawą w New Playwrights Theatre. W 1959 Neel pojawiła się w filmie – reżyser Robert Frank poprosił ją, by wystąpiła u boku młodego Allena Ginsberga w produkcji o beatnikach pt. „Pull My Daisy” (1959). W następnym roku jej praca została po raz pierwszy reprodukowana w magazynie ARTnews.

## Twórczość

### Wielki Kryzys
W tym czasie, mieszkając w Nowym Jorku, Neel malowała portrety lokalnych ekscentryków, wśród nich, Joe Goulda, którego w 1933 przedstawiła na obrazie z kilkoma penisami, co miało symbolizować jego rozbuchane ego i niespełnione ambicje. Obraz, jeden z niewielu, jaki przetrwał z jej wczesnych prac, znajduje się w Tate Modern.
W czasie wielkiego kryzysu Neel była jedną z pierwszych artystów, która została zatrudniona przez Works Progress Administration. Pod koniec 1933 Neel dostawała 30$ tygodniowo za pracę w innej agencji rządowej, tym razem specyficznie stworzonej dla artystów, Public Works of Art Project z Whitney Museum. Żyła w biedzie. Dzięki pracy dla dwóch rządowych agencji jej twórczość zaczęła zdobywać uznanie w świecie sztuki. Malowała głównie realistyczne ujęcia ulic z czasów wielkiego kryzysu lub komunistycznych myślicieli i liderów z Komunistycznej Partii Stanów Zjednoczonych. Jej modelami byli m.in. Mother Bloor i poeta Kenneth Fearing.
Alice była w związku z uzależnionym od heroiny marynarzem Kennethem Doolittle. W 1934, zaślepiony zazdrością, spalił około 350 jej dzieł, w tym obrazów, akwareli i rysunków. W tym samym czasie mąż Alice zaproponował jej ponowne wspólne zamieszkanie. Jednak finalnie para ani się nie zeszła, ani nie złożyła oficjalnych dokumentów rozwodowych.
Otoczenie Neel składało się z artystów, intelektualistów i liderów Komunistycznej Partii Stanów Zjednoczonych. W swoich pracach gloryfikowała subwersję i seksualność przez przedstawianie żartobliwych i przewrotnych scen kochanków i nagości, jak w jej akwareli z 1935 pod tytułem „Alice Neel And John Rothschild In The Bathroom” ukazującej nagą parę w łazience wspólnie oddającą mocz. W latach 30. XX w. zdobyła reputację jako artystka oraz osiągnęła dobrą pozycję w gronie nowojorskich intelektualistów i liderów Komunistycznej Partii Stanów Zjednoczonych. Choć Neel nigdy oficjalnie nie była członkinią partii, jej przywiązanie i sympatia do ideałów komunistycznych pozostawały niezmienne. W drugiej połowie lat 30. XX w. Neel przeprowadziła się do wschodniej części Harlemu na Manhattanie, zwanej częścią hiszpańską, gdzie zaczęła malować swoich sąsiadów, a szczególnie kobiety i dzieci.

### Kobiece akty
Lato 1930 artystka określała jako jeden z jej najbardziej twórczych okresów. W tym czasie artystka była rozbita emocjonalnie i czuła się osamotniona z powodu śmierci pierwszej córki i wyjazdu drugiej córki z byłym mężem na Kubę. Jesienią przeżyła załamanie nerwowe, w związku z czym musiała trafić do szpitala. Wtedy tematyka jej obrazów się zmieniła: przestała malować rodzinę, przyjaciół czy znanych krytyków sztuki, a zaczęła tworzyć kobiece akty.
Akty w sztuce zachodniej przedstawiały nagie kobiety jako bezbronne, anonimowe, bierne, w nieokreślonym wieku – były kwintesencją męskiego spojrzenia na kobietę. Akty Neel zaprzeczały, a nawet drwiły z takich wyobrażeń kobiecego ciała. Dzięki kontrastowi z tą dominującą dotychczas ideą Neel uwolniła swoje modelki od tych wzorców, nadając im tożsamość i siłę. Przedstawiając kobiece ciało, artystka używała wyrazistych linii i żywej palety kolorów, narzędzi niewykorzystywanych przez realistów. Za to sposób, w jaki potrafiła uchwycić wewnętrzny punkt widzenia jej modelek, sprawiał, że portrety uderzały realizmem. Chociaż współcześni odbierali jej akty jako kontrowersyjne, ponieważ kwestionowały tradycyjne wzorce kobiecości, w nowszych czasach wielu krytyków sztuki opisuje dzieła Neel jako szczerze i odzwierciedlające prawdę portrety. Alice Neel często malowała kobiety w interakcjach społecznych lub w przestrzeni publicznej, rzucając wyzwanie „sferom kobiecości”, którym podporządkowywało się większość dziewiętnastowiecznych artystek. Uważa się, że Neel w swoich dziełach kwestionowała normy zachowań kobiet w gospodarstwie domowym i życiu codziennym.
Jednym z najbardziej znanych wczesnych kobiecych aktów Alice jest portret Ethel V. Ashton z 1930 znajdujący się aktualnie w Tate Modern. Neel przedstawiła swoją szkolną koleżankę, Ethel, którą wielu historyków sztuki opisało jako „sparaliżowaną świadomością swojego obnażenia”. Ethel jest namalowana w zniekształconej perspektywie, która dodała jej „wrażliwości i lęku”. Neel powiedziała o obrazie: Prawie przeprasza za życie. I spójrz na wszystkie meble, które musi nosić cały czas”. Poprzez „meble” artystka odnosiła się do jej „ciężkich ud, wystającego brzucha i zwisających piersi. Obraz 43 lata później został wystawiony na Alumni Exhibition, gdzie został skrytykowany przez wielu krytyków sztuki i opinię publiczną. Reakcja na obraz była zdecydowanie negatywna, ponieważ uważano, że jest to portret jest sprzeczny z normami przedstawiania kobiecych aktów. Ethel Ashton po zobaczeniu aktu na wystawie „wybiegła wściekła”. Akt nie był ani seksualny, ani pochlebny kobiecej cielesności, ale celem Neel nie było malowanie kobiecego ciała w idealistyczny sposób – chciała tworzyć w sposób zgodny z prawdą i szczery, tak jak malarka realistyczna, za którą siebie uważała.

### Akty ciężarnych kobiet
W połowie lat 60. XX w. wiele przyjaciółek Neel zaszło w ciążę, co zainspirowało ją do namalowania serii ich aktów. Portrety, zamiast ukrywać, podkreślają zmiany fizyczne i lęki związane z porodem. Na pytanie, dlaczego namalowała akty kobiet w ciąży, Alice powiedziała: To nie jest moje subiektywne upodobanie, to tylko fakt z życia. To bardzo ważna część życia, a dotychczas była lekceważona. Wydaje mi się, że jako temat, jest całkowicie słuszny, a ludzie z fałszywej skromności lub bycia tchórzami nigdy go nie pokazują, ale jest to podstawowy fakt życia. również plastycznie, jest to bardzo ekscytujące … Myślę, że jest to część ludzkich doświadczeń. Zajmowali się tym tematem dawni malarze, a współcześni unikali, ponieważ kobiety zawsze były przedstawiane jako obiekty seksualne. Kobieta w ciąży ma określone prawa, nie jest towarem na sprzedaż.
Neel zdecydowała się namalować „basic facts of life” jako akt, ponieważ wierzyła, że warto przedstawić ten temat właśnie w takiej formie, co odróżniało ją od innych artystów tamtych czasów. Ciężarne akty, według historyczki sztuki Ann Temkin, pozwoliły Neel „zapaść się w wyimaginowaną dychotomię, która dzieli kobiety na niepokalane Madonny lub bezwstydne dziwki”, jako że portrety przedstawiają zwykłe kobiety, które można było zobaczyć dookoła, a nie w sztuce.
Jednym z aktów jest „Margaret Evans Pregnant” (1978), obecnie w prywatnej kolekcji. Margaret została namalowana jako siedząca na wysokim krześle, co jeszcze bardziej uwydatniło jej ciężarny brzuch, który stał się centralnym punktem obrazu. Tuż za krzesłem widnieje lustro. Jednak odbicie lustrzane nie przedstawia bohaterki obrazu, tylko profil nieco innej kobiety. Historyk sztuki Jeremy Lewison twierdzi, że jej wizerunek jest „tajemniczym sobowtórem, połączeniem opiekunki i artystki, zapowiadającym starszy wiek” i sugeruje, że odbicie starszej i mądrzejszej kobiety jest połączeniem odbić Margaret i Alice. Jednak symbolika tej części obrazu pozostaje niepewna. Pamela Allara twierdzi, że Neel została trafnie scharakteryzowana jako „rodzaj artystki-socjolożki, która ożywiła i przekierowała umierający gatunek portretu przez połączenie obiektywności z podmiotowością, realizmu z ekspresjonizmem. Wizualnie oddając wygląd osoby Neel zrozumiała, że nie może być tylko obiektywnym obserwatorem, że sposób przedstawienia postaci wymaga jej zdania.

### Autoportrety i ostatnie dzieła
Alice Neel namalowała swój pierwszy nagi autoportret w wieku 80 lat. Siedzi na nim na krześle w swojej pracowni. Sportretowała się w okularach, trzymając pędzel w prawej ręce, a w drugiej starą szmatkę. Portret został ukończony w 1980, ale Neel zaczęła go malować 5 lat wcześniej, zanim porzuciła go na pewien czas. Do ukończenia pracy zachęcił ją jej syn Richard, co zrobiła po zaproszeniu do udziału w wystawie autoportretów w Harold Reed Gallery w Nowym Jorku. Kiedy zaprezentowano niekonwencjonalny autoportret Neel, wywołał on wiele mieszanych emocji. Neel malowała się zgodnie z prawdą, odsłaniając swoje obwisłe piersi i brzuch. Biały kolor włosów oraz liczne zmarszczki wraz z niedoskonałościami jej skóry podkreślające jej dojrzały wiek. Po raz kolejny w swoim ostatnim obrazie zakwestionowała normy społeczne tego, co powinno być przedstawiane w sztuce. Jej autoportret był jednym z jej ostatnich dzieł przed śmiercią. Neel zmarła z powodu zaawansowanego raka jelita grubego, spędzając ostatnie dni wraz z rodziną w mieszkaniu w Nowym Jorku.

## Uznanie
Pod koniec lat 60. XX w. zainteresowanie pracami Alice Neel wzrosło na fali popularności i wzrostu znaczenia ruchów feministycznych. Neel stała się ikoną dla feministek. W 1970 Neel namalowała portret działaczki feministycznej Kate Millett, który trafił na okładkę magazynu Time. Do połowy lat 70. XX w. Neel zyskała sławę i pozycję jako ważna amerykańska artystka, a w 1976 American Academy i Institute of Arts and Letters wybrali Neel do swojego grona. W 1979 prezydent Jimmy Carter wręczył jej nagrodę National Women’s Caucus for Art za wybitne osiągnięcia. Uznanie dla Neel osiągnęło apogeum w momencie jej śmierci.
Życie i twórczość Neel przedstawiono w filmie dokumentalnym pod tytułem „Alice Neel”, którego premiera odbyła się na festiwalu filmowym Slamdance w 2007. Reżyserem był jej wnuk Andrew Neela.

## Wystawy
W 1943, 13 lat po namalowaniu, nagi portret Neel przedstawiający Ethel Ashton został wystawiony po raz pierwszy na Wystawie Absolwentów. Obraz spotkał się z ogromną krytyką ze strony krytyków sztuki oraz ogółu odbiorców. W 1974 twórczość Neel doczekała się retrospektywnej wystawy w Whitney Museum of American Art. Latem 2000, już po śmierci Neel, miała miejsce kolejna taka wystawa w tym samym muzeum. W 1980 Neel została zaproszona do wzięcia udziału w wystawie autoportretów w Harold Reed Gallery w Nowym Jorku, gdzie jej autoportret pojawił się na wystawie po raz pierwszy.
Pierwsza wystawa poświęcona twórczości Neel w Europie odbyła się w Londynie w 2004 w Victoria Miro Gallery. Kuratorem kolekcji był Jeremy Lewison, który pracował w Tate. W 2001 Filadelfijskie Muzeum Sztuki zorganizowało retrospektywę jej prac zatytułowaną „Alice Neel”. Od 21 marca do 15 czerwca 2010 była także przedmiotem retrospektywy zatytułowanej Alice Neel: Painted Truths zorganizowanej przez Museum of Fine Arts, Houston w Teksasie. Ta wystawa odbyła się również w Whitechapel Gallery w Londynie i Moderna Museet Malmö w Malmö w Szwecji. Pierwsza ważna prezentacja akwareli i rysunków artystki miała miejsce w 2013 w Nordiska Akvarellmuseet w Skärhamn w Szwecji. W 1971 Moore College of Art był gospodarzem indywidualnej wystawy prac swojej absolwentki Neel.
W 2017 Hilton Als był kuratorem wystawy Alice Neel, Uptown w Victoria Miro Gallery w Londynie (18 maja–29 lipca 2017). W dniach 10 października 2017–14 stycznia 2018 Deichtorhallen w Hamburgu w Niemczech prezentowało wystawę Alice Neel – Painter of Modern Life.

## Historia wystaw
- 1927: XII Salon Belles Artes
- 1927: Exposicion de Arte Nuevo (sponsorowane przez Revista de Avance)
- 1932: First Washington Square Outdoor Exhibit; Second Washington Square Outdoor Exhibit
- 1933: International Book and Art Shop (z Josephem Solmanem); Living Art: American French, German, Italian, Mexican and Russian Artists w Mellon Galleries w Filadelfii
- 1936: A. C. A. Gallery, Nowy Jork
- 1938: Contemporary Arts (pierwsza indywidualna wystawa i przynajmniej 3 grupowe); A.C.A. Gallery, Nowy Jork: The New York Group
- 1939: A.C.A. Gallery, Nowy Jork: Second The New York Group Show
- 1944: Pinacotheca Gallery
- 1950: A.C.A. Gallery
- 1951: New Playwrights Theater
- 1954: A.C.A. Gallery: Two-One Man Exhibitions: Capt. Hugh N Mulzac, Alice Neel
- 1960: Old Mill Gallery, Tinton Falls, New Jersey
- 1962: Reed College, Portland, Oregon; Kornblee Gallery, Nowy Jork: Figures; Zabriskie Gallery, Nowy Jork, Portraits
- 1963: Graham Gallery, Nowy Jork
- 1965: Hopkins Center, Dartmouth College; Academy of Arts and Letters, Nowy Jork: Exhibitions of Paintings Eligible for Purchase under the Childe Hassam Fund
- 1966: Graham Gallery, Nowy Jork
- 1967: Maxwell Galleries, San Francisco
- 1968: Graham Gallery, Nowy Jork
- 1970: Graham Gallery, Nowy Jork
- 1971: Moore College of Art and Design, Filadelfia
- 1972: Whitney Museum of American Art, Nowy Jork; Paa Ya Paa Art Gallery and Studio, Nairobi
- 1973: School of Visual Arts Gallery, Nowy Jork: The Male Nude; Women’s Interart Center and Women in the Arts
- 1974: Whitney Museum of Art, Nowy Jork: Alice Neel a Retrospective
- 1975: The Georgia Museum of Art, Ateny: Alice Neel: The Woman and Her Work
- 1977: Parsons School of Design, Nowy Jork
- 1979: Graham Gallery, Nowy Jork: Alice Neel: Exhibition of Watercolors and Drawings
- 1981: C. Grimaldis Gallery, Baltimore: Alice Neel '81: A Retrospective 1926–1981
- 1982: Robert Miller Gallery, Nowy Jork: Alice Neel Non-Figurative Works
- 2017: Fondation Vincent van Gogh Arles, Francja. Alice Neel: peintre de la vie moderne, 4 marca-17 września 2017